# Европейская лисичка
Европейская лисичка (лат. Agonus cataphractus) — вид морских лучепёрых рыб из семейства морских лисичек, выделяемый в монотипный род Agonus.

## Описание
Общая длина тела может достигать 20,7 см, но обычно не превышает 10—15 см. Широкая голова и тело рыбки покрыты жёсткими костными пластинками, ограничивающими её гибкость. Имеется два крючковидных острых шипа на рыле и прочные шипы на жаберных крышках. На нижней стороне головы и рыла расположены многочисленные небольшие светлые усики. В спинном плавнике 5—6 жестких и 6—8 мягких лучей, в анальном 5—7 мягких. Брюшные плавники короткие. Окраска спинной стороны тёмно-коричневая с 4 или 5 темными седловидными пятнами, брюшная сторона кремово-белая. В нерестовый период грудные плавники становятся оранжеватыми. Максимальная зафиксированная продолжительность жизни 3 года.

## Ареал и места обитания
Встречается в прибрежных водах Северо-Восточной Атлантики от пролива Ла-Манш до берегов Северной Норвегии и Белого моря, в южной части Балтийского моря, у Шетландских и Фарерских островов, а также у южного и юго-западного побережья Исландии. Обитает на песчаном и илистом грунте на глубине до 20 метров, однако в зимний период мигрирует в более глубокие воды до глубины 270 м. Молодь держится на меньших глубинах, встречается даже на глубине 2 м на банках. Предпочитает придонные воды с температурой +4…+12 °C.

## Питание
Питается в основном мелкими ракообразными, червями-полихетами, мелкими моллюсками и офиурами.

## Размножение
Половозрелыми становятся в годовалом возрасте, некоторые впервые нерестятся в два года. Нерест происходит с февраля по апрель—май. Самки откладывают на бурые водоросли (по другим данным, у основания камней) 2500—3000 жёлтых икринок диаметром 2 мм. Развитие икры длится 10—11 (иногда до 12) месяцев. Личинки вылупляются 6—8 мм длиной, пелагические, однако после достижения длины 2 см переходят на придонный образ жизни.

## Вылов
Промыслового значения не имеет, хотя и попадает в креветочный трал.